# Submariene canyon

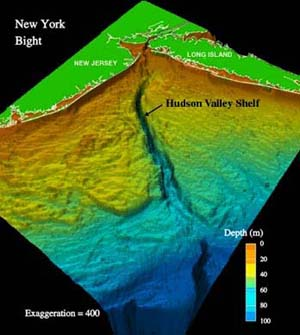
DEM van de Hudson Canyon, een submariene canyon in het verlengde van de bron van de rivier de Hudson. Bron: NOAA.

Een submariene canyon (sub = onder; marien = zee) of onderzeese canyon is een canyon (een diepe kloof) in de bodem van een oceaan. De meeste submariene canyons bevinden zich op de overgang van het continentaal plat naar de continentale helling. Submariene canyons liggen typisch in het verlengde van de monding van grote rivieren. Ze worden gevormd door submariene erosie van ongeconsolideerde ("losse") sedimenten door landafwaartse stroming van water over de zeebodem.

## Voorkomen
De meest opvallende canyons bevinden zich langs de continentale helling, maar ook in submariene puinwaaiers, de onder water gelegen delen van delta's en andere plekken waar de zeebodem helt komen ze voor. Ze kunnen honderden meters diep zijn en kilometers breed. Bij de continentale helling vormen de canyons routes waarlangs sediment in grote hoeveelheden onder water richting de oceaan vervoerd wordt (in de vorm van modderstromen of troebelingsstromen). Waar de helling kleiner wordt (de continentale verheffing) worden de canyons minder diep om uiteindelijk op te houden bij de abyssale vlakte. Het getransporteerde sediment vormt vaak submariene puinwaaiers onderaan de canyons.

## Vorming
Erosie door rivieren is normaal gesproken het proces waarmee op het land kloven en canyons vormen. In tijden met een laag zeeniveau (tijdens glacialen) kunnen kloven gevormd zijn die nu onder water liggen. Submariene canyons komen echter tot op 3000 meter diepte in de oceanen voor, terwijl schommelingen van het zeeniveau hooguit enkele honderden meters bedragen. Alleen de ondiepere canyons kunnen daarom met deze hypothese verklaard worden.
Tegenwoordig wordt gedacht dat de meeste submariene canyons ontstaan door massabeweging langs submariene hellingen, vooral in de vorm van afglijdingsmassa's en troebelingsstromen. in dat geval zijn troebelingsstromen stromen van zware, met sediment geladen watermassa's die ontstaan doordat zware sedimentmassa's bovenaan de helling het begeven en naar beneden beginnen te bewegen. Het sediment wordt daarbij opgelost in het water, waardoor een dichtere watermassa ontstaat. De beweging van deze stromen kan worden opgewekt door aardbevingen. Met name in de onderste delen van submariene canyons zijn bewijzen voor troebelingsstromen gevonden.